# Monte San Giovanni Campano
Monte San Giovanni Campano ist eine italienische Gemeinde in der Provinz Frosinone in der Region Latium mit 11.983 Einwohnern (Stand 31. Dezember 2023). Sie liegt 100 km östlich von Rom und 19 km östlich von Frosinone. Monte San Giovanni Campano ist Mitglied der Vereinigung I borghi più belli d’Italia (Die schönsten Orte Italiens).

## Geographie
Monte San Giovanni liegt auf einem Hügel am Rande der Monti Ernici oberhalb des Tals des Liri. Es gehört zur Comunità Montana Monti Ernici.

## Geschichte
Monte San Giovanni Campano gehörte trotz seines modernen Namens nicht zum Königreich Neapel, sondern zum Kirchenstaat. Es entstand in der späten Völkerwanderung während der Einfälle von Arabern und Ungarn im 9. und 10. Jahrhundert. Als Vorgänger der Siedlung gilt ein Benediktinerkloster, das den heiligen Johannes der Täufer und Johannes der Evangelist geweiht war. Der Ort war, zuerst mit dem Namen Castelforte, Grenzfeste zwischen dem Kirchenstaat und dem Königreich. Seit dem 8. April 1157 wurde Castelforte durch Urkunde von Papst Hadrian IV. (1154–1159) Besitztum der Grafen von Aquino und erlitt 1187 Schäden durch ein Erdbeben. Im Jahre 1427 übergab Papst Martin V. (1417–1431) Burg und Ort an seinen Neffen Antonio Colonna, doch gelangten sie rasch an die Grafen D’Aquino zurück. 1472 folgte nach seiner Heirat mit Antonella, der Erbtochter des letzten Mitglieds der hiesigen Familienlinie, Francesco Antonio, der spanische Marques Iňigo d’Avalos als Ortsherr nach, dessen Nachkommen bis 1593 im Besitz verblieben. Während des Vormarsches des französischen Heeres von König Karl VIII. gegen Neapel im Jahre 1495 erlitt Castelforte beträchtliche Zerstörungen, der angeblich rund 700 Menschen zum Opfer fielen. 1502 besetzte kurzzeitig Cesare Borgia Siedlung und Burg. Im Jahre 1568 erhob Papst Pius V. (1566–1572) Ort und Umgebung zum Herzogtum; am 15. Juli 1592 wurde ihm der Name Monte San Giovanni durch Papst Clemens VIII. (1592–1605) gegeben. Nach dem Tode von Herzog Alfonso Felice d’Avalos d’Aquino d’Aragona am 2. Dezember 1593 löste derselbe Papst die Feudalrechte ab und machte Monte San Giovanni 1595 zum Sitz eines Governatorato Pontificio. Am 7. Januar 1842 erkannte Papst Gregor XVI. (1831–1846) ihr das Stadtrecht zu. Im Herbst 1867 fand nahe dem Ort ein Gefecht zwischen päpstlichen Soldaten und Freiwilligen von Giuseppe Garibaldi statt. Dem Ortsnamen wurde 1872 nach der italienischen Einigung das Attribut „Campano“ zur Unterscheidung von Monte San Giovanni in Sabina hinzugefügt. Im Jahre 1926 kam die Stadt von der Provinz Rom an die neugegründete Provinz Frosinone.

## Sehenswürdigkeiten
- Collegiata Santa Maria del Suffragio oder Santa Maria della Valle, 1186 erstmals erwähnt. Nach ihrer Zerstörung im Jahre 1495 wurde sie erst am 24. Februar 1632 durch Kardinal Innico d’Avalos d’Aragona wieder geweiht. Die Erhebung zur Collegiata nahm am 24. November 1773 Papst Clemens XIV. (1705–1774) vor. Zwischen 1862 und 1865 führte der päpstliche Hofarchitekt Virginio Vespignani eine Renovierung durch, und 1845 wurde eine Restaurierung vorgenommen. Das Bronzeportal stammt aus dem Jahre 1974 und zeigt mehrere Szenen aus der lokalen Marienlegende. Ein seitlicher Eingang wurde im Jahre 2007 mit einer Bronzetür ausgestattet, die auch Päpste als Wohltäter zeigt, darunter Benedikt XVI. (2005–2013) mit seinem Wappen. Der einschiffige Innenraum bietet einen spätbarocken Gesamteindruck. Von den Altarbildern wird dasjenige mit der heiligen Familie und Franziskus von Assisi dem Cavaliere d’Arpino zugeschrieben. Im Chor befindet sich eine Madonna del Suffragio in einem großen Altar, die als Werk eines flämischen Künstlers gilt. Zehn moderne Glasfenster hinter dem Hauptaltar und in den Kapellen stellen verschiedene Heilige und die Patrone von Monte San Giovanni dar.
- Kirche San Pietro fuori le Mura in Form eines griechischen Kreuzes mit verlängertem Chorteil. Die Fassade wendet sich nach Südosten zur Landschaft hin. Die hoch aufragende Kuppel und der an der rechten Längswand angebaute Glockenturm prägen das Erscheinungsbild.
- Kapuzinerkonvent zwei Kilometer westlich des Ortszentrums mit einfacher Kirche und linkerhand anschließendem, vierflügeligem Klosterbau mit Kreuzgang.
- Castello di Monte San Giovanni Campano (Castello D'Aquino d'Avalos) am westlichen Rande des Stadtzentrums: Die langgestreckte Burg besitzt Wehrgänge und mehrere Türme sowie verschiedene Gebäude innerhalb des Mauerrings. An der westlichen Angriffsseite steht ein markanter Fünfeckturm, an der höheren östlichen Seite ein großer Viereckturm in einer späteren Bastion mit Schießscharten. In der nördlichen Umfassungsmauer sitzen Rundbogeneingänge, deren einer ein Portal mit einer Lünette enthält, in der ein Bild des heiligen Thomas von Aquin sitzt; ein anderes Portal ist mit dem Namen von Alfonso d’Avalos d’Aquino versehen, der als marchio, dux et princeps tituliert ist. Innerhalb des Areals findet man auf einem Altan vor dem großen Turm eine kleine neugotische Taufkapelle. Das restaurierte dreigeschossige Hauptgebäude aus der Renaissance, der Palazzo Ducale, enthält im Inneren etliche Repräsentationsräume mit altem Mobiliar. Unter dem Gebäude befindet sich der ehemalige Kerker, in dem zwischen 1238 und 1240 Thomas von Aquino, siebter Sohn von zwölf Kindern des Grafen Landolfo I. von Aquino, Roccasecca und Alvito, geboren am 7. März 1221, von seinen Verwandten festgehalten wurde, die seinen Eintritt ins geistliche Leben verhindern wollten. Einer der beiden Räume, in denen er damals lebte, wurde später in eine Kapelle umgewandelt. Zum Burgkomplex gehört noch ein weiterer Palast nahe dem oberen Turm; das Erdbeben vom 13. Januar 1915 zerstörte die Obergeschosse, die nicht wiedererrichtet wurden. Wegen eines früheren Erdbebens von 1703 wurde der Oberteil der Burgmauer teilweise abgetragen. 1832 verkaufte die Camera Apostolica den Gebäudekomplex an die Grafen Lucernari, denen nach 1942 bis heute andere private Besitzer folgten. Die anschließende Restaurierung ist noch nicht abgeschlossen.
- Porta della Scrima in einem Turm mit Anbauten aus dem Hochmittelalter am östlichen Beginn des Burgviertels. Mit doppeltem Zugang hintereinander führt eine innere Treppe in L-Form in den westlichen Ortskern hinauf.
- Palazzo Ferrari mit einem hohen Portal mit Diamantquaderrahmung. Im Gebäudeinneren befindet sich an einer Treppe der Zugang zu den oberen Stockwerken mit einer Inschrift des Erbauers Pompeo Ferrari. Der Innenhof zeigt die Zugehörigkeit zur Spätrenaissance durch kannelierte Pfeiler, die auf einer Seite eine obere Loggia tragen.

## Bevölkerungsentwicklung
| Jahr      | 1881  | 1901  | 1921  | 1936   | 1951   | 1971   | 1991   | 2001   |
| --------- | ----- | ----- | ----- | ------ | ------ | ------ | ------ | ------ |
| Einwohner | 5.986 | 7.443 | 9.292 | 10.984 | 12.246 | 10.951 | 12.727 | 12.739 |

Quelle: ISTAT

## Politik
Antonio Cinelli wurde im Mai 2006 zum Bürgermeister gewählt. Seit dem 6. Mai 2016 amtiert Angelo Veronesi als Stadtoberhaupt.

## Söhne und Töchter des Ortes
- Nivardo Buttarazzi (1907–1988?), Zisterzienserabt von Casamari und Konzilsvater
- Bartolomeo Vallante, genannt Catena, am 11. Januar 1581 in Rom hingerichteter Bandit.
- Carlo Vizzardelli (1791–1851), Kardinalpriester von San Pancrazio und Begleiter von Papst Pius IX. im Exil von Gaeta 1848.